# Club Roussakov

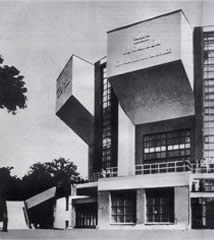
Le club Roussakov de Constantin Melnikov.

Le club Roussakov (en russe : Дом культуры имени И.В.Русакова (рабочий клуб)) à Moscou est un exemple emblématique de l'architecture constructiviste. Dessiné par Constantin Melnikov, il fut construit entre 1927 et 1928.
Dans la seconde moitié des années 1920, les clubs des grandes entreprises et des grands syndicats devinrent un type de bâtiment publics des plus courants en URSS. Les locaux destinés aux activités culturelles étaient les éléments dominants de ces bâtiments étant donné que les emplacements habituels étaient de trop petite taille .
En plan, le club ressemble à un éventail. En élévation, il se divise en un socle et trois salles en béton qui s'avancent en porte-à-faux. Chacune d'elles peut être utilisée comme auditorium indépendant, tandis que combinées, le bâtiment peut accueillir plus de 1 000 personnes. À l'arrière du bâtiment se trouvent des bureaux plus conventionnels. Les seuls matériaux visibles utilisés sont le béton, la brique et le verre.
La fonction de ce bâtiment est d'une certaine mesure exprimée en façade que Melnikov décrivait comme un « muscle tendu ».
En 2005, une pièce commémorative (3 roubles en argent) a été émise par la banque centrale de Russie, représentant le club Roussakov .